# Під потрійним сонцем
«Під потрійним сонцем» (англ. Under the Triple Suns) — науково-фантастичний роман американського письменника Стентона Артура Кобленца. Вперше опублікований в журнальному варіанті 1931 року, а у 1955 році перевиданий видавництвом «Fantasy Press» тиражем 1528 примірників.

## Сюжет
Роман розповідає про долю тих, хто пережив загибель землі та їх спробу розселитися на новій планеті.

## Відгуки
Відомий критик-фантастикознавець Гелексі Грофф Конклін розкритикував роман, сверджуючи: «нічого нового чи навіть цікаво [цей роман] запропонувати [не може]». Інший рецензент Ентоні Бучер охарактеризував роман: «звучить точно як один з [Кобленца] перших науково-фентезійних творів ще з 1928 року... з відтінком дещо кумедної «топіка з сиром» сатири». П. Шуйлер Міллер розкритикував роман, назвавши його позначеним «жорсткою сатирою», що «затуманює» читача.